# Calcio ai Giochi della XVI Olimpiade
Il torneo di calcio della XVI Olimpiade fu l'undicesimo torneo olimpico ed il secondo ad essere disputato dalle nazionali olimpiche. Si svolse dal 24 novembre all'8 dicembre 1956 a Melbourne (Australia) e vide la vittoria per la prima volta dell'Unione Sovietica.
Questa edizione del torneo olimpico si rivelò molto travagliata in quanto affetta da molte defezioni, ed infatti escludendo le prime due edizioni del torneo (in quanto aperte a squadre di club), con soli 11 partecipanti, questa edizione fu - alla pari di Stoccolma 1912 - la seconda meno popolosa di sempre nella storia della competizione.
Per la seconda volta (l'unico precedente risaliva a Berlino 1936), il torneo prese il via senza la partecipazione della nazionale campione in carica, che nel caso di specie era l'Ungheria. Potevano essere impiegati solo calciatori dilettanti.

## Qualificazioni
Per la prima volta nella storia della competizione, si dovette disputare una fase di qualificazione dacché si iscrissero ben 28 nazionali a fronte dei soli 16 posti previsti per la fase finale. Australia (in qualità di paese organizzatore), Germania Ovest, Polonia e Turchia ottennero la qualificazione diretta alla fase finale, mentre le rimanenti 24 vennero abbinate su base geografica in scontri di andata e ritorno. Quasi tutte le nazionali qualificate passarono il turno grazie alla rinuncia dell'avversario o altrui, di fatti vennero disputati solo 5 spareggi a fronte dei 12 previsti.
A seguito di un accordo avvenuto nel 1955 tra il Comitato Olimpico Tedesco occidentale e quello orientale, a cui - per altre ragioni - aderì anche quello saarlandese e dovuto al fatto che il Comitato tedesco orientale ottenne solo un riconoscimento parziale dal CIO, le due Germanie parteciparono congiuntamente a questi Giochi olimpici ed ai successivi due con il nome di Squadra Unificata Tedesca; fu questo il motivo per il quale la Germania Est si ritirò dalle qualificazioni. È da segnalare però che in questo torneo vennero convocati solo calciatori tedesco occidentali, ragion per cui i risultati ottenuti dalla Squadra Unificata Tedesca in questa edizione vengono comunemente accreditati alla Germania Ovest.

## Squadre partecipanti
La Polonia si ritirò prima del sorteggio della fase finale ed al suo posto venne invitata la Gran Bretagna che durante le qualificazioni era stata eliminata dalla Bulgaria.
L'Ungheria si ritirò a causa dello scoppio della rivoluzione e della diaspora di diversi elementi del cosiddetto blocco Honvéd che ne seguì. Il tutto fece sì che i magiari si ritrovarono di fatto senza il proprio reparto offensivo ed in generale con una rosa fortemente ridimensionata sotto il punto di vista tecnico. In sua sostituzione venne chiamata la Corea del Sud, eliminata dalle qualificazioni dal Giappone solo grazie ad un sorteggio, che però declinò l'invito.
Turchia e Vietnam del Sud si ritirarono per questioni economiche e logistiche. Cina ed Egitto invece boicottarono i Giochi olimpici: i primi in segno di protesta contro il CIO che aveva scelto di considerare Taiwan come legale successore della Cina; la disputa continuò per svariati anni a venire, al punto che la Repubblica Popolare Cinese si disiscriverà dal CIO nel 1958 e vi si riscriverà solo nel 1979, i secondi invece a causa della crisi di Suez. In questi 4 casi non vennero fatti sondaggi di sorta.
Nota bene: nella tabella sottostante si tengono conto solo delle partecipazioni e dei piazzamenti ottenuti dalle nazionali olimpiche.
| Squadre                   | Confederazione | Data di qualificazione certa | Motivo della partecipazione                       | Ultima apparizione | Miglior risultato                       |
| ------------------------- | -------------- | ---------------------------- | ------------------------------------------------- | ------------------ | --------------------------------------- |
| Australia                 | nessuna        | 28 Aprile 1949               | Rappresentativa nazionale del paese organizzatore | Esordiente         | -                                       |
| Bulgaria                  | UEFA           | 12 maggio 1956               | Vincitrice dello spareggio 1                      | Helsinki 1952      | Turno di qualificazione (Helsinki 1952) |
| Giappone                  | AFC            | 10 giugno 1956               | Vincitrice dello spareggio 4                      | Esordiente         | -                                       |
| Unione Sovietica          | UEFA           | 31 luglio 1956               | Vincitrice dello spareggio 12                     | Helsinki 1952      | Ottavi di finale (Helsinki 1952)        |
| Gran Bretagna             | nessuna        | -                            | Sostituzione della Polonia                        | Helsinki 1952      | Turno di qualificazione (Helsinki 1952) |
| India                     | AFC            | -                            | Altrui rinuncia                                   | Helsinki 1952      | Turno di qualificazione (Helsinki 1952) |
| Indonesia                 | AFC            | -                            | Rinuncia dell'avversario                          | Esordiente         | -                                       |
| Jugoslavia                | UEFA           | -                            | Rinuncia dell'avversario                          | Helsinki 1952      | Argento (Helsinki 1952)                 |
| Squadra Unificata Tedesca | nessuna        | -                            | Accordo di partecipazione congiunta               | Helsinki 1952      | Quarto posto (Helsinki 1952)            |
| Stati Uniti               | NAFC           | -                            | Rinuncia dell'avversario                          | Helsinki 1952      | Turno di qualificazione (Helsinki 1952) |
| Thailandia                | AFC            | -                            | Altrui rinuncia                                   | Esordiente         | -                                       |

## Formula
Il torneo era strutturato interamente ad eliminazione diretta: ottavi di finale, quarti di finale, semifinali e finali. In caso di parità dopo i tempi supplementari era prevista la ripetizione della partita.
Il tabellone degli ottavi di finale venne sorteggiato il 1º settembre 1956 a Zurigo ma a causa dei succitati ritiri la formula dovette essere riadattata: si passò ad una fase ad eliminazione diretta a partire dai quarti di finale con un turno di qualificazione per alcune squadre.

## Risultati

### Turno di qualificazione
| Arbitro: | Mann |

|                         |           |           |
| Isaev 23’ Strel'cov 86’ | Marcatori | 89’ Habig |

| Arbitro: | Latyšev |

|                                                                                       |           |  |
| Twissell 12’, 20’ Lewis 21’ (rig.) Laybourne 30’, 82’, 85’ Bromilow 75’, 78’ Topp 90’ | Marcatori |  |

| Arbitro: | Lund |

|                                  |           |  |
| McMillan 26’ (rig.) Loughran 61’ | Marcatori |  |

### Fase finale

#### Tabellone
|  | Quarti di finale                       | Quarti di finale |                  |          | Semifinali                | Semifinali                |  |  | Finale     | Finale |
|  |                                        |                  |                  |          |                           |                           |  |  |            |        |
|  | 28 novembre                            |                  |                  |          |                           |                           |  |  |            |        |
|  |                                        |                  |                  |          |                           |                           |  |  |            |        |
|  | Jugoslavia                             | 9                |                  |          |                           |                           |  |  |            |        |
|  | Jugoslavia                             | 9                | 4 dicembre       |          |                           |                           |  |  |            |        |
|  | Stati Uniti                            | 1                |                  |          |                           |                           |  |  |            |        |
|  | Stati Uniti                            | 1                | Jugoslavia       | 4        |                           |                           |  |  |            |        |
|  | 1º dicembre                            |                  | Jugoslavia       | 4        |                           |                           |  |  |            |        |
|  |                                        | India            | 1                |          |                           |                           |  |  |            |        |
|  | Australia                              | India            | 1                | 2        |                           |                           |  |  |            |        |
|  | Australia                              |                  | 8 dicembre       | 2        |                           |                           |  |  |            |        |
|  | India                                  | 4                |                  |          |                           |                           |  |  |            |        |
|  | India                                  | 4                | Jugoslavia       | 0        |                           |                           |  |  |            |        |
|  | 29 novembre (1º dicembre, ripetizione) |                  | Jugoslavia       | 0        |                           |                           |  |  |            |        |
|  |                                        | Unione Sovietica | 1                |          |                           |                           |  |  |            |        |
|  | Unione Sovietica                       | Unione Sovietica | 1                | 0 (4)    |                           |                           |  |  |            |        |
|  | Unione Sovietica                       | 5 dicembre       |                  | 0 (4)    |                           |                           |  |  |            |        |
|  | Indonesia                              | 0 (0)            |                  |          |                           |                           |  |  |            |        |
|  | Indonesia                              | 0 (0)            | Unione Sovietica | 2        | Finale per il terzo posto | Finale per il terzo posto |  |  |            |        |
|  | 30 novembre                            |                  | Unione Sovietica | 2        | Finale per il terzo posto | Finale per il terzo posto |  |  |            |        |
|  |                                        | Bulgaria         | 1                |          |                           |                           |  |  |            |        |
|  | Bulgaria                               | Bulgaria         | 1                | 6        | India                     | 0                         |  |  |            |        |
|  | Bulgaria                               |                  |                  | 6        | India                     | 0                         |  |  |            |        |
|  | Gran Bretagna                          | 1                |                  | Bulgaria | 3                         |                           |  |  |            |        |
|  | Gran Bretagna                          | 1                |                  |          | 3                         |                           |  |  |            |        |
|  |                                        |                  |                  |          |                           |                           |  |  | 7 dicembre |        |
|  |                                        |                  |                  |          |                           |                           |  |  |            |        |

#### Quarti di finale
| Arbitro: | Swain |

|                                                                        |           |              |
| Veselinović 10’, 84’, 90’ Antić 12’, 73’ Mujić 16’, 35’, 56’ Papec 20’ | Marcatori | 42’ Zerhusen |

| Melbourne 29 novembre 1956 | Unione Sovietica | 0 – 0 (d.t.s.) referto | Indonesia | Melbourne Cricket Ground\| Arbitro: \| Lund \| |
| Arbitro:                   | Lund             |                        |           |                                                |

| Arbitro: | Wright |

|                                                  |           |           |
| Dimitrov 6’ Kolev 40’, 85’ Milanov 45’, 75’, 80’ | Marcatori | 30’ Lewis |

| Arbitro: | Wensveen |

|                 |           |                                |
| Morrow 17’, 41’ | Marcatori | 9’, 33’, 50’ D'Souza 80’ Kittu |

| Arbitro: | Lund |

|                                         |           |  |
| Sal'nikov 17’, 59’ Ivanov 19’ Netto 43’ | Marcatori |  |

#### Semifinali
| Arbitro: | Latyšev |

|                                                 |           |             |
| Papec 54’, 65’ Veselinović 57’ Salam 78’ (aut.) | Marcatori | 52’ D'Souza |

| Arbitro: | Mann |

|                             |           |           |
| Strel'cov 112’ Tatušin 116’ | Marcatori | 95’ Kolev |

#### Finale per il terzo posto
| Arbitro: | Latyšev |

|  |           |                           |
|  | Marcatori | 37’, 60’ Diev 42’ Milanov |

#### Finale
| Arbitro: | Wright |

| |            | |
| | Marcatori  | 48’ Il'in |
| Radenković Koščak Radović Krstić Šantek Mujić Papec Veselinović Šekularac Spajić Antić A disposizione: Vidinić Biogradlić Lipošinović Popović Vidošević Radiljević | Formazioni | Jašin Bašaškin Ogon'kov Kuznecov Netto Maslënkin Tatušin Isaev Simonjan Sal'nikov Il'in A disposizione: Razinskij Paramonov Ryžkin Strel'cov Beca Tiščenko Ivanov Beljaev Porchunov |
| Ćirić | Allenatori | Kačalin |

## Classifica finale
La classifica finale, redatta dal CIO, è la seguente:
| Classifica | Classifica                | Classifica |
| ---------- | ------------------------- | --- |
|            | Unione Sovietica          | Unione Sovietica olimpica1 Jašin, 2 Razinskij, 3 Tiščenko, 4 Bašaškin, 5 Ogon'kov, 6 Kuznecov, 7 Paramonov, 8 Netto, 9 Maslënkin, 10 Beca, 11 Tatušin, 12 Isaev, 13 Simonjan, 14 Sal'nikov, 15 Il'in, 16 Ivanov, 17 Strel'cov, 18 Ryžkin, 19 Beljaev, 20 Porchunov, CT: Kačalin |
|            | Jugoslavia                | Jugoslavia olimpica1 Radenković, 2 Koščak, 3 Radović, 4 Krstić, 5 Šantek, 6 Radiljević, 7 Lipošinović, 8 Mujić, 9 Papec, 10 Veselinović, 11 Šekularac, 12 Vidinić, 13 Biogradlić, 14 Popović, 15 Spajić, 16 Antić, 17 Vidošević, CT: Ćirić                                      |
|            | Bulgaria                  | Bulgaria olimpica1 Janev, 2 Stojanov, 3 Diev, 5 Najdenov, 6 Milanov, 7 Kolev, 9 Josifov, 10 Goranov, 11 Rakarov, 12 Panajotov, 13 Manolov, 14 Kirčev, 18 Kovačev, 19 Nikolov, 20 Božkov, CT: Ormandžiev                                                                         |
| 4          | India                     | India olimpica1 S. Banerjee, 2 Kittu, 3 Pal, 4 Nandy, 5 P. K. Banerjee, 6 Kempaiah, 7 Kannayan, 8 Rehman, 9 Azizuddin, 10 Abdul Latif, 11 Mohammed, 12 Husein, 13 Abdul Salaam, 14 D'Souza, 15 Balaram, 16 Thangaraj, 17 Narayan, 18 Zulfiqaruddin, CT: Sayed                   |
| 5          | Indonesia                 | Indonesia olimpica1 Saelan, 2 Paidjo, 3 Siregar, 4 Thio H. T., 5 Rashjid, 6 Sidhi, 7 Kwee K. S., 8 Ramlan Yatim, 9 Tan L. H., 10 Sudjana, 11 Kasmoeri, 12 Ramang, 13 Ramli Yatim, 14 Dhalhar, 15 Danu, 16 Dana, 17 Witarsa, 18 Arifin, 19 Phwa S. L., 20 Jusron, CT: Pogačnik   |
| 5          | Gran Bretagna             | Gran Bretagna olimpica1 Adams, 2 Bromilow, 3 Coates, 4 Dodkins, 5 Farrer, 6 Hardisty, 7 Laybourne, 8 Lewin, 9 Lewis, 10 Pinner, 11 Prince, 12 Robinson, 13 Sharratt, 14 Stoker, 15 Topp, 16 Twissell, CT: Creek                                                                 |
| 5          | Australia                 | Australia olimpica1 Henderson, 2 Lord, 3 Kitching, 4 Stone, 5 Smith, 6 Arthur, 7 Harburn, 8 Warren, 9 Rattray, 10 Beattie, 11 Bignall, 12 Pettigrew, 13 Loughran, 14 Wemyss, 15 Lennard, 16 Vogler, 17 Morrow, 18 Purser, 19 McMillan, 20 Sander, CT: Young                     |
| 5          | Stati Uniti               | Stati Uniti olimpica1 Carden, 2 Coder, 3 Conterio, 4 Dorrian, 5 Engedahl, 6 Keough, 7 Looby, 8 Marina, 9 Mendoza, 10 Monsen, 11 Murphy, 12 Packer, 13 Snylyk, 14 Wecke, 15 Wirth, 16 Zerhusen, CT: Mills                                                                        |
| 9          | Squadra Unificata Tedesca | Squadra Unificata Tedesca olimpica1 Görtz, 2 Eglin, 3 Gerdau, 4 Höfer, 5 Jäger, 6 K. Hoffmann, 7 R. Hoffmann, 8 Semmelmann, 9 Schwall, 10 Mauritz, 11 Geiger, 12 Zeitler, 13 Schäfer, 14 Habig, 15 Brülls, CT: Herberger                                                        |
| 9          | Thailandia                | Thailandia olimpica1 Kasem, 2 Samruay, 3 Pratheep, 4 Sukit, 5 Suraphong, 6 Sophon, 7 Bamphen, 8 Vivathana, 9 Suchat, 10 Nit, 11 Tu, 12 Prasan, 13 Wanchai, CT: Bunchoo |
| 9          | Giappone                  | Giappone olimpica1 Kawamoto, 2 Kinoshita, 3 Shimomura, 4 Furukawa, 5 Takabayashi, 6 Mimura, 7 Hiraki, 8 Satō, 9 Ozawa, 10 Ōmura, 11 Takamori, 12 Tokita, 13 Kobayashi, 14 Naganuma, 15 Iwabuchi, 16 Yaegashi, 17 Uchino, 18 Kitaguchi, CT: Takenokoshi                          |

## Classifica marcatori
4 reti
- Dimităr Milanov
- Neville Stephen D'Souza
- Todor Veselinović

3 reti
- Ivan Kolev
- John Laybourne
- Muhamed Mujić
- Zlatko Papec

2 reti
- Bruce Morrow
- Todor Diev
- George Bromilow
- Jim Lewis (1 rig.)
- Charles Twissell
- Sava Antić
- Sergej Sal'nikov
- Ėduard Strel'cov

1 rete
- Francis Loughran
- Graham McMillan (1 rig.)
- Georgi Dimitrov
- Lawrence Topp
- Krishna Kittu
- Ernst Habig
- Al Zerhusen
- Anatolij Il'in
- Anatolij Isaev
- Valentin Ivanov
- Igor' Netto
- Boris Tatušin

Autoreti
- Muhamed Abdus Salam (1, pro  Jugoslavia)